# Invasiones neerlandesas a Brasil

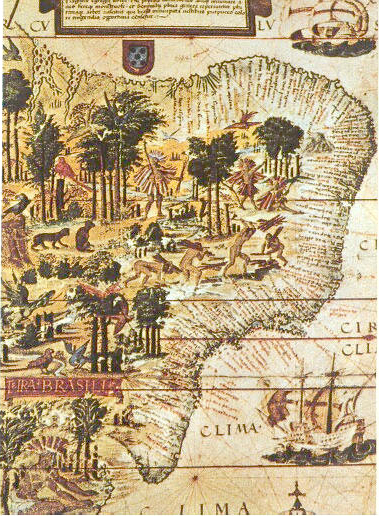
Brasil en el.

Invasiones neerlandesas o invasiones holandesas, es el nombre dado habitualmente, en la historiografía brasileña, al proyecto de ocupación del nordeste de Brasil por la Compañía Holandesa de las Indias Occidentales (WIC por sus siglas en holandés),  durante el siglo XVII. Los holandeses invadieron Brasil dos veces, en sitios y ocasiones diferentes:
- Entre 1624 y 1625 en Salvador de Bahía;
- Entre 1630 y 1654 en Pernambuco

## Contexto

El Brasil holandés, 1630-1654.

La motivación, en ambos casos, era la misma: los intereses de las Provincias Unidas en el comercio de azúcar habían resultado afectados por la unión dinástica aeque principaliter de Portugal con los demás reinos españoles en 1580. 
Desde finales del siglo XVI España libraba la guerra de Flandes contra las Provincias Unidas de los Países Bajos, en la que éstas intentaban conseguir su independencia de la Corona española. En el contexto de la guerra, Felipe II decretó un embargo comercial, prohibiendo que los holandeses compraran azúcar en el puerto de Lisboa para revenderlo en el resto de Europa, perjudicando los privilegios comerciales que éstos poseían, y también la recepción de empréstitos holandeses suministrados a los portugueses para el montaje de ingenios de azúcar.
A causa de estas restricciones, los holandeses se centraron en el comercio en el océano Índico, mediante la creación en 1602 de la Compañía Holandesa de las Indias Orientales, que obtuvo el monopolio del comercio oriental.
El éxito de la experiencia llevó a la organización, en 1621, de la Compañía Holandesa de las Indias Occidentales (WIC), que obtuvo el monopolio del tráfico de esclavos, durante 24 años, entre América y África. El mayor objetivo de la Compañía era ocupar las regiones productoras de azúcar y recuperar los beneficios del antiguo negocio.

## Nueva Holanda

Escudo de Nueva Holanda.

Bandera de Nueva Holanda.

### Antecedentes
En septiembre de 1598 la escuadra del almirante Oliverio van Noort, con 4 naves y 248 hombres zarpó de Róterdam; pasando frente a la costa brasileña, van Noort solicitó a las autoridades locales permiso para abastecerse en la bahía de Guanabara, lo que le fue negado de acuerdo a las instrucciones de la metrópoli. El intento hostil de desembarco que a continuación llevaron a cabo los holandeses sería repelido por las fuerzas luso-brasileñas, y van Noort continuaría su viaje hacia la Patagonia y Perú.
La misma suerte correría la expedición holandesa que bajo el mando de Joris van Spilbergen intentaría en 1615 desembarcar en San Vicente.

### Toma de Salvador de Bahía

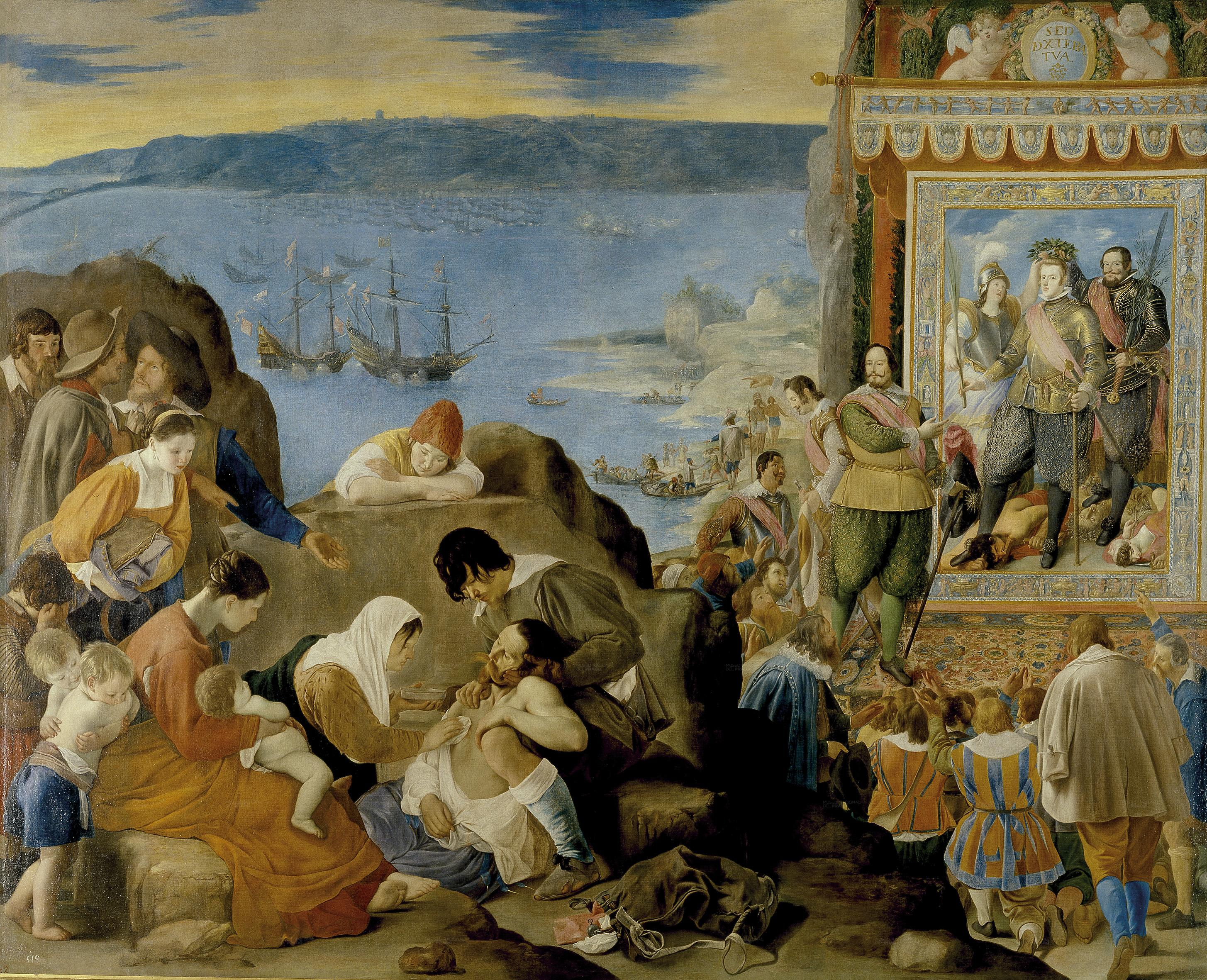
Recuperación de Salvador por españoles y portugueses (1635).

La primera invasión exitosa tendría lugar en junio de 1624; una flota conjunta de las Provincias Unidas y la WIC bajo el mando de Jacob Willekens y Piet Hein tomó la ciudad de Salvador de Bahía sin encontrar apenas resistencia por parte de las escasas fuerzas defensoras. Al año siguiente la ciudad, bajo dominio holandés, sería sitiada y recuperada el primero de mayo por una expedición hispano-portuguesa bajo el mando de Fadrique de Toledo. En 1627 Salvador sería nuevamente objeto de un ataque por la flota de Piet Hein, que en esta ocasión no logró tomar la ciudad, aunque se apoderó de la flota portuguesa amarrada en la bahía.

### Toma de Fernando de Noronha
La isla de Fernando de Noronha fue ocupada en 1628 con el propósito de que sirviera de base a la conquista de Pernambuco. Encontrando solo unos pocos desterrados en la isla, tomaron posesión de ella para el Reino de los Países Bajos y dejaron una pequeña batería de campaña al mando del Capitán Cornelius Jol (1630), el cual artilla con 8 cañones la bahía de San Antonio, su principal puerto. Por determinación del superintendente de guerra de la capitanía de Pernambuco, Matías de Albuquerque, esta guarnición fue expulsada en 1630.

### Ocupación de Pernambuco

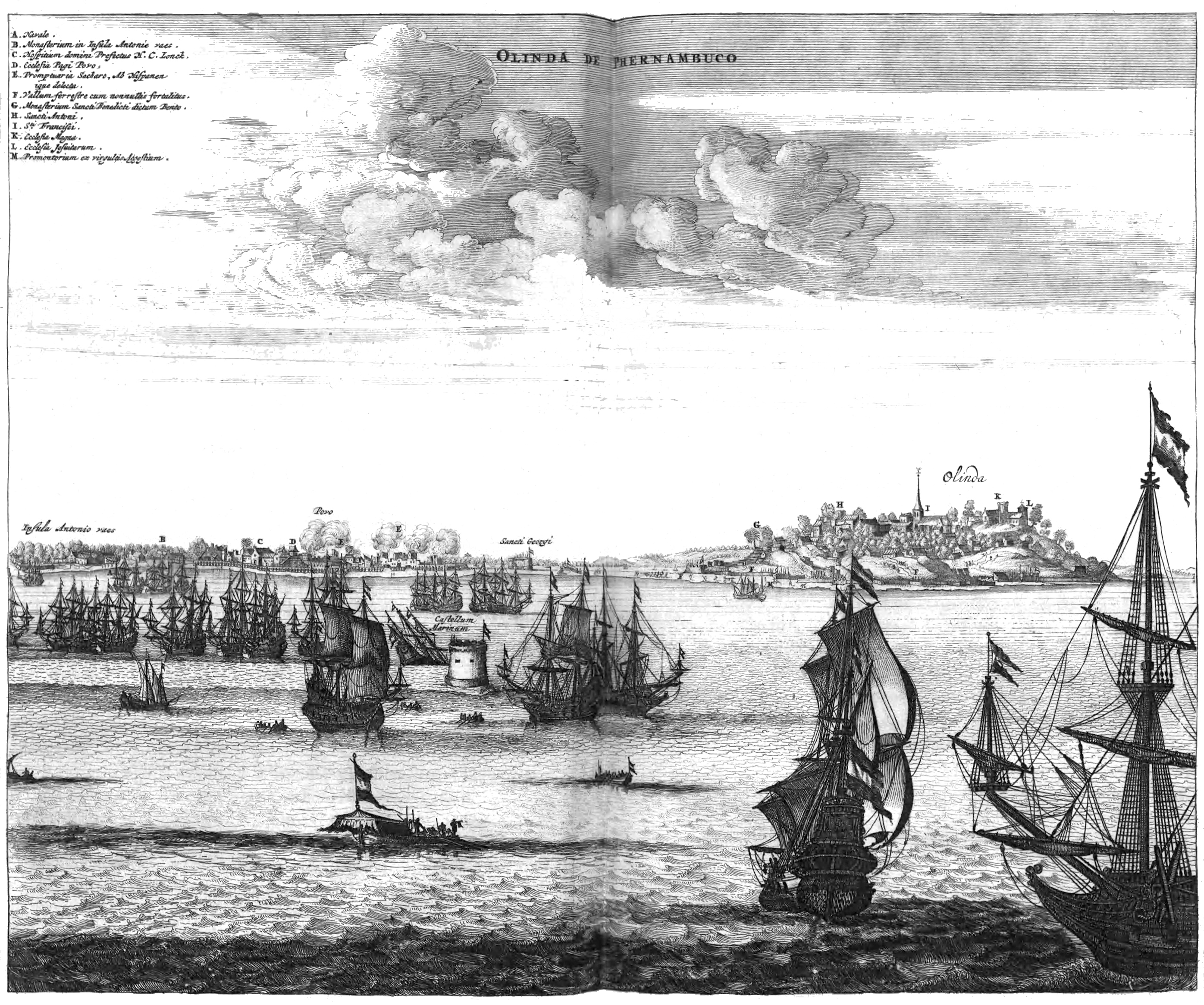
Toma de Olinda y Recife.

En la capitanía de Pernambuco, la invasión holandesa se inició en 1630 con una esquadra que contaba con 66 embarcaciones y 7.280 hombres que comenzaron con la ocupación de Recife y Olinda. Los portugueses opusieron resistencia, liderada por Matias de Albuquerque, que usó tácticas de guerrilla para confinar el invasor a las fortalezas situadas en el perímetro urbano de Olinda y de su puerto, Recife. Las llamadas companhias de emboscada eran pequeños grupos de 10 a 40 hombres, con alta movilidad, que atacaban por sorpresa a los holandeses y se retiraban velozmente, reagrupándose para nuevos combates.
Sin embargo algunos grandes propietarios de ingenios de azúcar aceptaron la administración de los Países Bajos por entender que una inyección de capital y una administración más liberal contribuirían al desarrollo de sus negocios. El mejor representante de estos fue Domingos Fernandes Calabar, considerado en la historia brasileña como un traidor, al apoyar a las fuerzas de ocupación y a la administración holandesa. Estas cruciales ayudas permitieron la conquista por parte de los holandeses de la Capitanía de Rio Grande do Norte y de Paraiba en 1634. La aventura hacia el norte del territorio brasileño continúa en 1637 en que realizando alianza con los indígenas, toman el fuerte de San Sebastián y juntos expulsan a los portugueses de Ceará.
En 1635 las fuerzas holandesas, comandadas por el coronel polaco Crestofle d'Artischau Arciszewski, captura Arraial do Bom Jesus, después de un largo asedio. Casi simultáneamente otra fuerza, comandada por el coronel Sigismundo von Schkoppe, cerca y captura el Fuerte de Nazarét, en el Cabo de Santo Agostinho. Con esto los holandeses acaban con las últimas resistencias portugueses que quedaban en Pernambuco.

### Reconquista de Fernando de Noronha
Después de la toma de Arraial Velho do Bom Jesus y del cabo de Santo Agostinho, los holandeses se dirigen en 1635 a la reconquista de Fernando de Noronha, después de derrotar a los ocupantes portugueses refuerzan posteriormente la artillería del antiguo reducto (1646), retirándose solamente después de la capitulación de Recife (1654). En el tiempo de ocupación, los holandeses erigieron otras pequeñas estructuras de fortificación en la isla, pero tanto éstas, como el reducto de la bahía de Santo Antônio permanecerán abandonados después de 1654, arruinándose naturalmente.

## El gobierno de Nassau

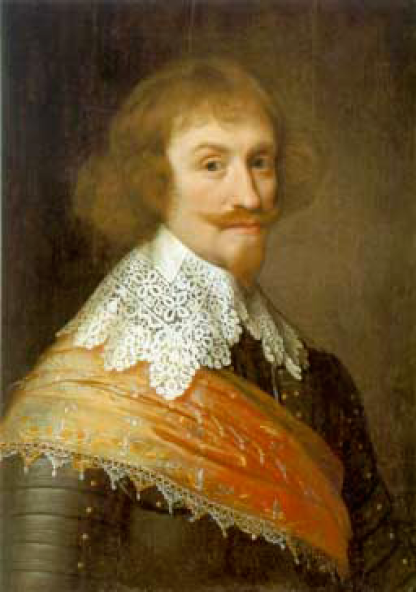
Juan Mauricio de Nassau.

Vencida la resistencia portuguesa, con el auxilio de Calabar, la WIC nombra en 1636 al conde Juan Mauricio de Nassau-Siegen para administrar la conquista. Hombre culto y liberal, tolerante con la inmigración de judíos y protestantes, trajo consigo artistas y científicos para estudiar las potencialidades del territorio. Se preocupó de la recuperación de la agricultura y manufactura del azúcar, concediendo créditos y vendiendo en subasta pública las tierras de cultivo conquistadas. Cuidó del abastecimiento y de la mano de obra, de la administración y promovió una amplia reforma urbanística en Recife (bautizada como Ciudad Mauricia, Cidade Maurícia).
Concedió libertad religiosa, registrándose la fundación, en Recife, de la primera sinagoga del continente americano. La libertad religiosa concedida por Nassau era, en cierto modo, una necesidad, pues mientras que los propietarios de tierras eran católicos, las tropas holandesas eran protestantes, y los comerciantes portugueses que intermediaban el negocio de azúcar en la colonia eran judíos que ya no tenían que esconderse de la Inquisición.
En 1637 Nassau emprende rumbo al sur conquistando Sergipe y de paso el actual territorio de Alagoas. Al año siguiente se aventura aún más y con una flota intenta capturar la capital colonial de Brasil, Salvador de Bahía, pero los portugueses repelen la invasión. La vuelta de mano llega en 1640 en que una flota hispano-portuguesa comandada por el conde da Torre falla en su intento de reconquistar Pernambuco. Por el norte Nassau intenta conquistar la desembocadura del Amazonas pero es repelido.
A partir de 1640, con la restauración de la Corona portuguesa, Brasil se pronunció a favor del Duque de Braganza entre febrero y marzo del año siguiente, proclamado rey como Juan IV de Portugal, consiguiendo independizarse de España. En 1641, se firmó mediante el tratado de La Haya una tregua de diez años entre Portugal y las Provincias Unidas, que en la práctica no se llevaría a efecto fuera de Europa. Una prueba de esto es la conquista de Sao Luis y Maranhao por parte de los holandeses en 1641. En el nordeste del Brasil, aún bajo control holandés, las tierras productoras de caña de azúcar vivían dificultades en un año de plagas y sequía, presionados por la WIC que, sin considerar la moderación política de Nassau, pasó a cobrar la liquidación de las deudas a los propietarios de ingenios.
En 1644 ocurre una serie de catástrofes para Nassau. Primero los portugueses recuperan Sao Luis y el territorio de Maranhao, mientras que también se pierde Ceará a manos de los nativos que terminan expulsando a todos los europeos de su territorio y destruyen el fuerte de San Sebastián. Nassau vuelve a Europa, debido a desavenencias en la WIC. Esta coyuntura llevó a la explosión de la insurrección pernambucana (también conocida como guerra de la Luz Divina), que culminó con la extinción de la presencia holandesa en el Brasil. Este movimiento fue liderado por el gran propietario de ingenios André Vidal de Negreiros, por el negro Henrique Dias y por el indio Felipe Camarão. 
En 1649 Matias Beck reconquista Ceará para los Países Bajos, se establece en la desembocadura del río Pajeú y funda el fuerte Schoonenborch. Con esto empezaron los trabajos en la búsqueda de minas de plata. A pesar de la fuerte resistencia indígena, los holandeses lograron permanecer en el territorio.
La llamada segunda batalla de los Guararapes, ese mismo año, marcó una situación favorable a los portugueses, y, en 1654, tras rendir Recife, los holandeses dejaron definitivamente Brasil.
Formalmente, la rendición fue firmada el 26 de enero de 1654, en la campiña de Taborda, pero solo tuvo efectos completos el 6 de agosto de 1661, con la firma de la paz de La Haya, por la que Portugal pagó a las Provincias Unidas 4 millones de cruzados, equivalentes a 63 toneladas de oro.
De acuerdo con algunos estudiosos de la historia del Brasil, este movimiento significaría el inicio del nacionalismo brasileño, pues elementos blancos, negros e indios se unieron para luchar por los intereses de Brasil.

## Consecuencias
A consecuencia de las invasiones del nordeste del Brasil, los capitales holandeses pasaron a dominar todas las etapas de la producción de azúcar, desde la plantación de la caña de azúcar hasta el refino y la distribución. Con el control también del mercado abastecedor de esclavos durante su ocupación de las posesiones portuguesas en África, pasaron a invertir en la producción azucarera en la región de las Antillas. Al ser expulsados de Pernambuco, llevaron todo el conocimiento de producción adquirido, los capitales y el conocimiento comercial de los comerciantes judíos de origen portugués. En poco tiempo, la producción antillana se tornó más lucrativa para los Países Bajos que el comercio con Portugal, y la economía brasileña entró en decadencia, solo recuperándose definitivamente en el siglo siguiente, con el descubrimiento de oro en Minas Gerais.